# Manchester (Connecticut)
Manchester es un pueblo ubicado en el condado de Hartford en el estado estadounidense de Connecticut. En el año 2005 tenía una población de 55.572 habitantes y una densidad poblacional de 786 personas por km².

## Geografía
Manchester se encuentra ubicada en las coordenadas 41°46′31″N 72°31′27″O / 41.77528, -72.52417.

## Demografía
Según la Oficina del Censo en 2000 los ingresos medios por hogar en la localidad eran de $49,426, y los ingresos medios por familia eran $58,769. Los hombres tenían unos ingresos medios de $41,893 frente a los $32,562 para las mujeres. La renta per cápita para la localidad era de $25,989. Alrededor del 8% de la población estaban por debajo del umbral de pobreza.